# Prionacalus atys
Prionacalus atys là một loài bọ cánh cứng thuộc họ Xén tóc.